# Irena Malkiewicz

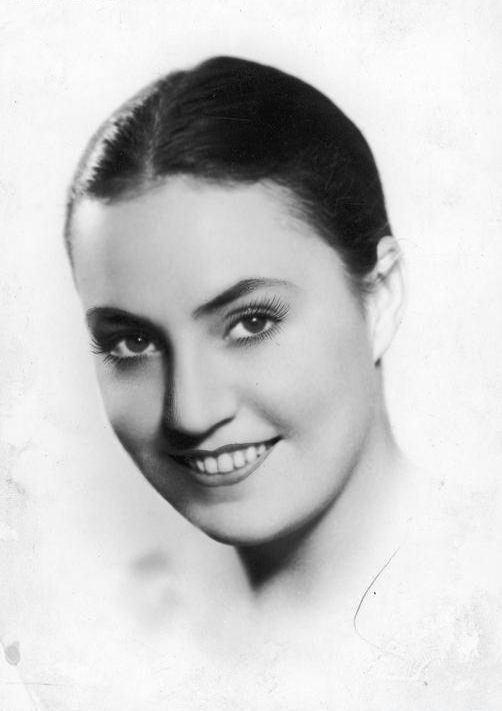
Irena Malkiewiczówna im Jahr 1936

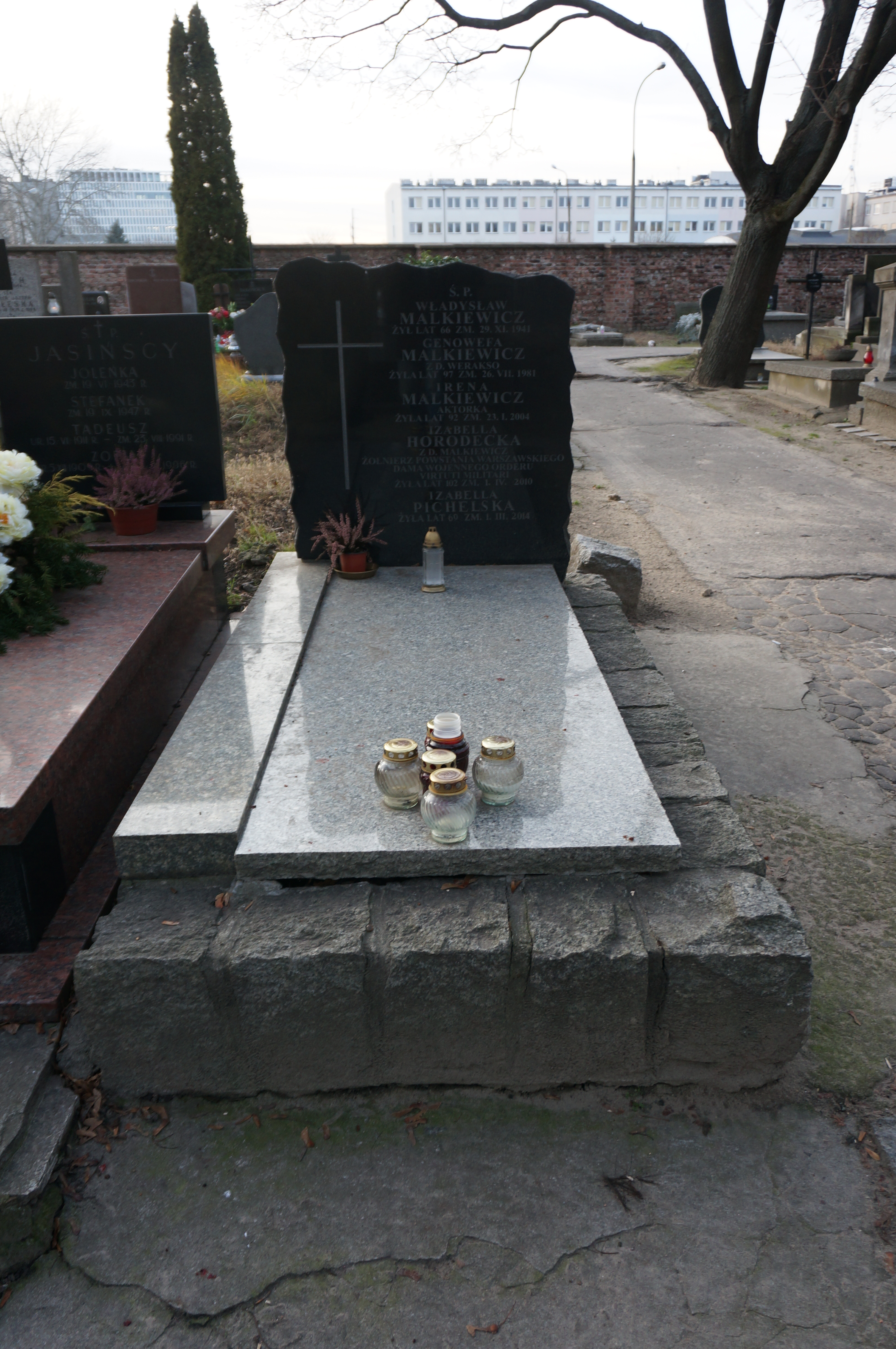
Das Grab von Irena Malkiewicz auf dem Powązki-Friedhof

Irena Malkiewicz, auch Irena Malkiewicz-Domańska (* 15. September 1911 in Moskau; † 23. Januar 2004 in Warschau) war eine polnische Theater- und Filmschauspielerin.

## Leben
1935 schloss sie ihr Schauspielstudium am Państwowy Instytut Sztuki Teatralnej in Warschau ab. 1936 debütierte sie am Teatr Polski in Warschau. Sie trat in den Vorkriegsfilmen Serce matki (Regie Michał Waszyński), Przez łzy do szczęścia (Regie Jan Fethke), U kresu drogi (Regie Michał Waszyński) auf.
Ab 1940 trat sie im Theater Na Antresoli in Warschau auf. 1941 wurde sie von den deutschen Besatzungsbehörden im Zusammenhang mit der Ermordung von Igo Sym verhaftet.
Kurz nach dem Krieg arbeitete sie am Teatr Miejski in Lublin. 1946 zog sie nach Łódź und war am Teatr Syrena beschäftigt. Auch nach ihrem Umzug nach Warschau 1948 war sie weiter am Theater tätig. Zusätzlich war sie auf weiteren Bühnen in Warschau tätig. 1955 nahm sie mit dem Orchester von Ryszard Damrosz das Lied „Przysięgałam wiele razy“ auf.

## Filmografie
- 1936: Trędowata (Regie Juliusz Gardan)
- 1938: Serce matki – Regie: Michał Waszyński
- 1939: U kresu drogi
- 1941: Żona i nie żona
- 1943: Przez łzy do szczęścia – Regie: Jan Fethke
- 1959: Attentat (Zamach) – Regie: Jerzy Passendorfer
- 1959: Lotna – Regie: Andrzej Wajda
- 1961: Sein großer Freund (Odwiedziny prezydenta)
- 1962: Bitwa o Kozi Dwór
- 1962: Morgen: Premiere (Jutro premiera) – Regie: Janusz Morgenstern
- 1963: Pamiętnik pani Hanki
- 1963: Die Passagierin (Pasażerka)
- 1965: Legionäre (Popioly)
- 1966: Potem nastąpi cisza
- 1971: Jeszcze słychać śpiew i rżenie koni
- 1971: Doktor Ewa
- 1971: 5 i 1/2 Bladego Józka
- 1972: Wyspy szczęśliwe
- 1973: Das Sanatorium zur Todesanzeige (Sanatorium pod Klepsydra)
- 1973: Major Hubal (Hubal)
- 1974: Stacja bezsenność
- 1975: Wieczne pretensje
- 1976: Faust
- 1976: Zagrożenie
- 1976: Nicht standesgemäß (Trędowata)
- 1978: Akwarele
- 1978: Noce i dnie
- 1979: Rodzina Połanieckich
- 1981: Dem steht nichts im Wege (Nic nie stoi na przeszkodzie)
- 1982: W obronie własnej
- 1984: Dom świętego Kazimierza – Regie: Ignacy Gogolewski
- 1985: Alabama
- 1985: Diabelskie szczęście
- 1986: Bekenntnisse eines Kindes seiner Zeit (Spowiedź dziecięcia wieku)
- 1988: Wo immer du bist (Wherever You Are…)